# 酒井亮八
酒井 亮八（さかい りょうや、1985年4月17日 - ）は、トップイーストリーグDiv.1横河武蔵野アトラスターズに所属するラグビー選手。

## プロフィール
- 石川県出身[1]。
- ポジションはフランカー(FL)。
- 身長 187cm、体重 98kg
- ニックネームはサカタ、リョウハチ。

## 略歴
鶴来高校、朝日大学、ポンソンビーを経て、2011年、NECグリーンロケッツに加入。
2012年10月27日に行われたジャパンラグビートップリーグ第8節の神戸製鋼コベルコスティーラーズ戦に途中出場で公式戦初出場を果たす。
2017年、横河武蔵野アトラスターズに加入。